# Cryptocheiridium somalicum
Espèce
Cryptocheiridium somalicum est une espèce de pseudoscorpions de la famille des Cheiridiidae.

## Distribution
Cette espèce est endémique de Somalie. Elle se rencontre dans les grottes de Mugdile et de Showli Berdi.

## Publication originale
- Callaini, 1985 : Speleobiologica della Somalia. Cryptocheiridium somalicum n. sp. (Arachnida Pseudoscorpionida) delle grotte di Mugdile e Showli Berdi. Monitore Zoologico Italiano, n.s. Supplemento, vol. 20, p. 181-189.